# Gouvernement Kekkonen II
République de Finlande
Kekkonen I Kekkonen III
Le gouvernement Kekkonen II est le 34e gouvernement de la République de Finlande.
Le gouvernement a duré 247 jours de du 17 janvier 1951 au 20 septembre 1951.
Le Premier ministre du gouvernement est Urho Kekkonen.

## Composition
Le gouvernement est composé des ministres suivants:
| Ministre                                                                         | Période                                     | Parti | Parti            |
| -------------------------------------------------------------------------------- | ------------------------------------------- | ----- | ---------------- |
| Premier ministre Urho Kekkonen                                                   | 17.1.1951 - 20.9.1951                       |       | Maalaisliitto    |
| Ministre des Affaires étrangères Åke Gartz                                       | 17.1.1951 - 20.9.1951                       |       | ammattiministeri |
| Vice-premier ministre Johannes Virolainen                                        | 17.1.1951 - 20.9.1951                       |       | Maalaisliitto    |
| Ministre de la Justice Teuvo Aura                                                | 17.1.1951 - 20.9.1951                       |       | Edistyspuolue    |
| Ministre de l'Intérieur V. J. Sukselainen                                        | 17.1.1951 - 20.9.1951                       |       | Maalaisliitto    |
| Ministre de la Défense Emil Skog                                                 | 17.1.1951 - 20.9.1951                       |       | SDP              |
| Ministre des Finances Onni Hiltunen                                              | 17.1.1951 - 20.9.1951                       |       | SDP              |
| Vice-ministre des Finances Ralf Törngren                                         | 17.1.1951 - 20.9.1951                       |       | RKP              |
| Ministre de l'Éducation Lennart Heljas                                           | 17.1.1951 - 20.9.1951                       |       | Maalaisliitto    |
| Ministre de l'Agriculture Martti Miettunen                                       | 17.1.1951 - 20.9.1951                       |       | Maalaisliitto    |
| Vice-ministre de l'Agriculture Matti Lepistö                                     | 17.1.1951 - 20.9.1951                       |       | SDP              |
| Ministre des transports et des travaux publics Onni Peltonen                     | 17.1.1951 - 20.9.1951                       |       | SDP              |
| Vice-ministre des transports et des travaux publics Kauno Kleemola Rafael Paasio | 17.1.1951 - 20.9.1951 17.1.1951 - 20.9.1951 |       | Maalaisliitto    |
| Vice-ministre des transports et des travaux publics Kauno Kleemola Rafael Paasio | 17.1.1951 - 20.9.1951 17.1.1951 - 20.9.1951 | SDP   |                  |
| Ministre du commerce et de l'industrie Penna Tervo                               | 17.1.1951 - 20.9.1951                       |       | SDP              |
| Ministre des Affaires sociales Vihtori Vesterinen                                | 17.1.1951 - 20.9.1951                       |       | Maalaisliitto    |
| Vice-ministre des Affaires sociales Emil Huunonen Rafael Paasio                  | 17.1.1951 - 20.9.1951 17.1.1951 - 20.9.1951 |       | SDP              |